# WMFO
Koordinaten: 42° 24′ 24″ N, 71° 7′ 0″ W

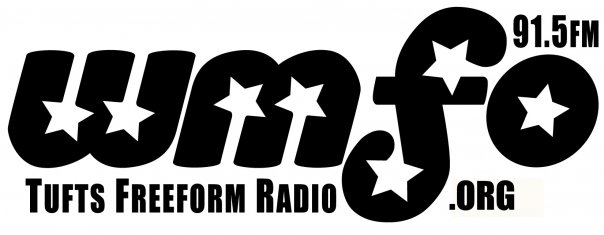
Stations-Logo

WMFO oder WMFO-FM (auch Freeform Radio) ist ein US-amerikanischer öffentlich-rechtlicher Hörfunksender aus Medford im Bundesstaat Massachusetts. WMFO-FM sendet auf der Ultrakurzwellen-Frequenz (UKW) 91,5 MHz mit 0,125 kW und wird von der Tufts University betrieben.
Gesendet wird aus dem Stadtteil Curtis Hall für die ganze Bostoner Metropolregion. Der Freefrom-Idee folgend, senden die DJs der Station Pop, Rock, Klassik, Hip-Hop und etliche weitere Stile und Talksendungen sowie live sesions von Bands. Viele der DJs kommen aus Medford und Somerville und moderieren teilweise seit 30 Jahren ihre jeweiligen Shows.

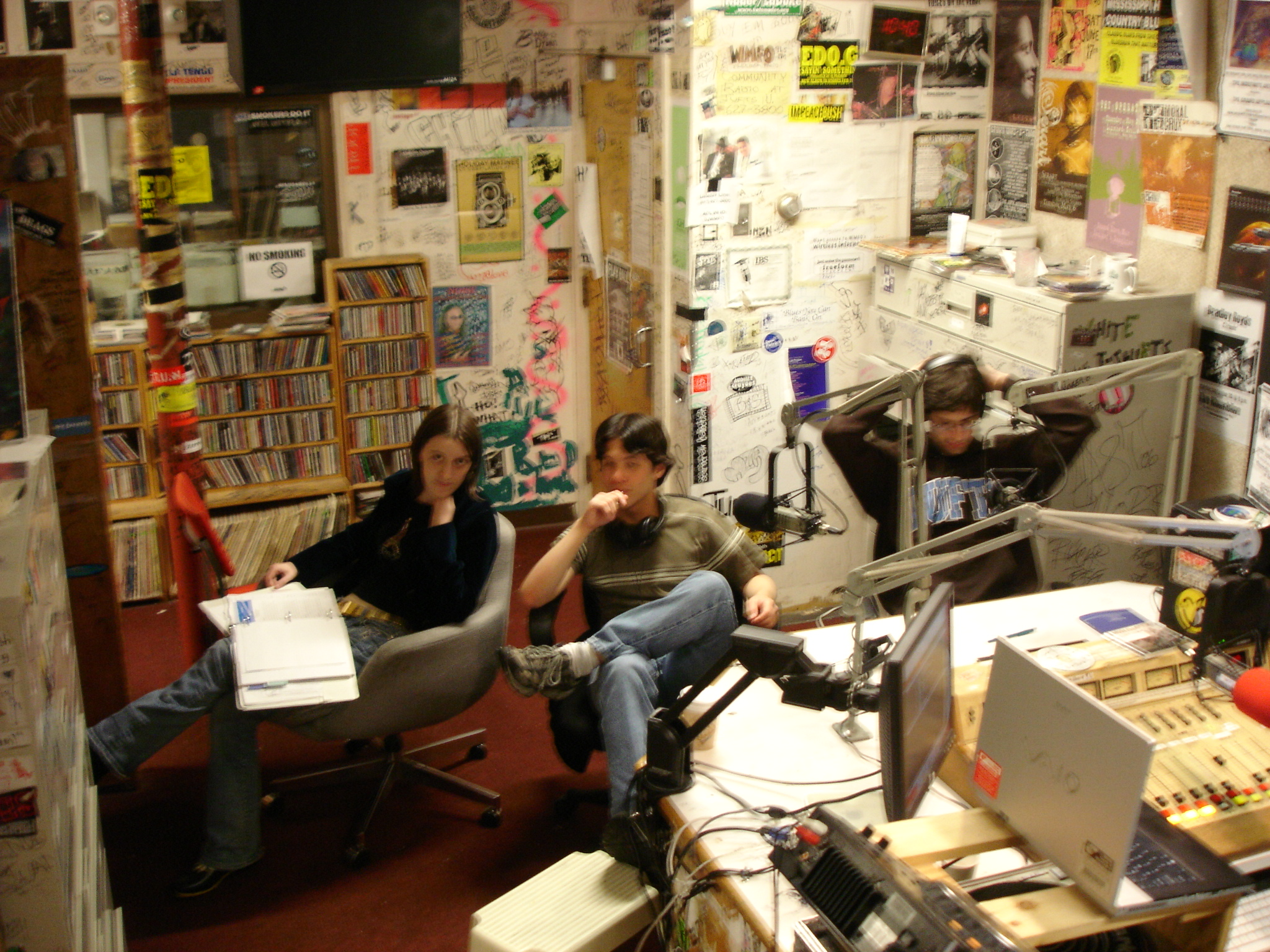
Sendestudio von WMFO